# Nia-Malika Henderson

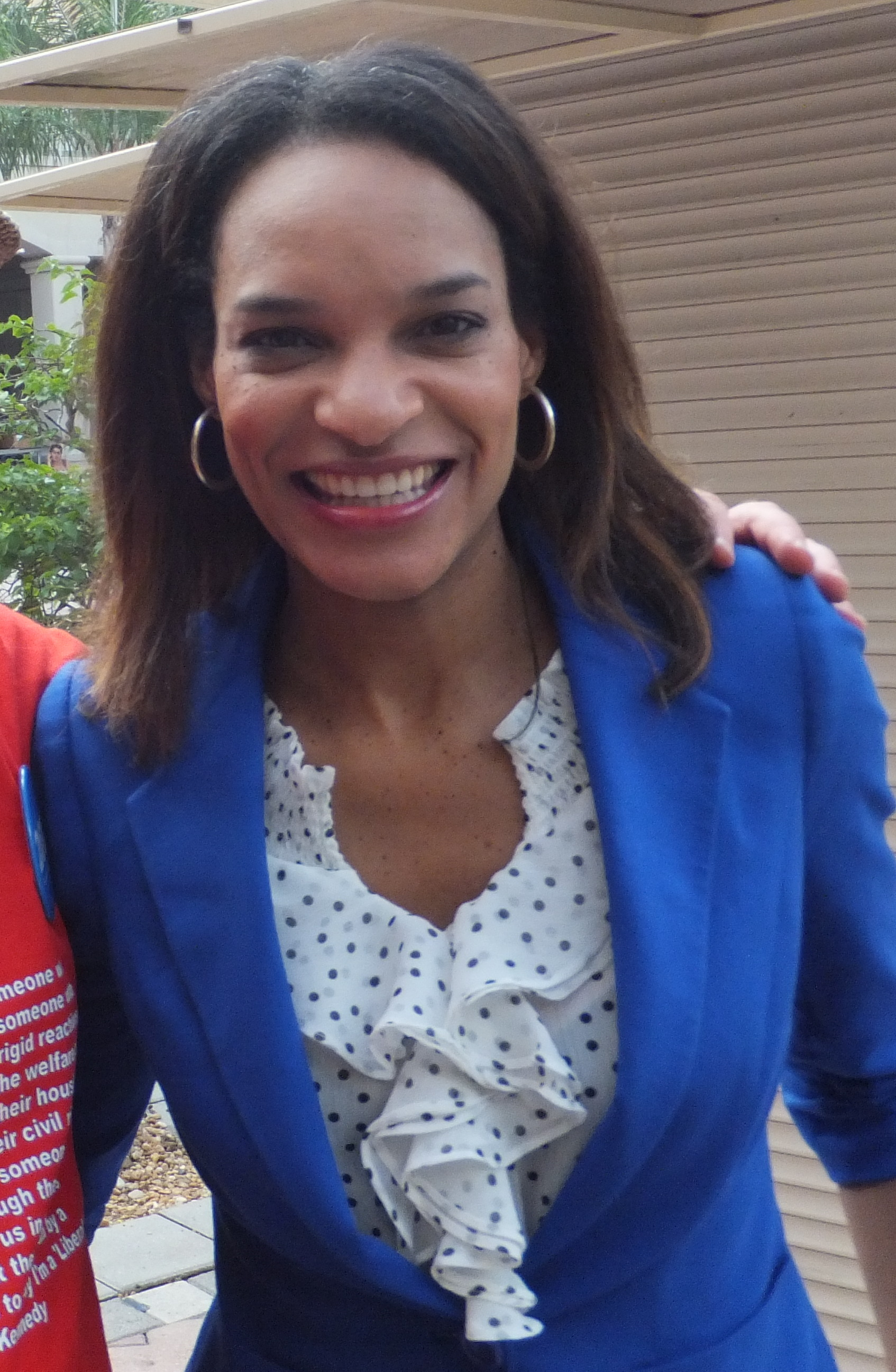

Nia-Malika Henderson Hopkins (South Carolina), 7 juli 1974) is een Amerikaans journalist en politiek analiste. 
Sinds 2015 is ze politiek verslaggeefster en analist voor CNN.

## Opleiding
Henderson rondde in 1992 haar middelbare opleiding aan de Luwer Richland High School in Hopkins, South Carolina af. Zij behaalde cum laude haar bachelorgraad in literatuur en Culturele Antropologie aan de Duke University. Hierna behaalde zij mastergraden in American studies aan Yale University en journalistiek aan Columbia University.

## Carrière
Henderson begon haar loopbaan met schrijven voor de Baltimore Sun en daarna voor Newsday's nationale staf, waar zij de leidinggevende verslaggever was tijdens de verkiezingscampagne van president Obama in 2008, alsmede van de Democratische primary verkiezingen en de Democratische Nationale Conventie. Ook deed zij voor Politico verslag van de eerste twee jaar van het kabinet-Obama.

## Washington Post
Van 2010 tot 2015 werkte zij als verslaggeefster bij de Washington Post. Als nationaal politiek reporter voor The Washington Post deed zij verslag vanuit het Witte Huis, over de presidentiële campagne van 2012 en de tussentijdse verkiezingen van 2010. Ook was ze in 2012 redacteur van de verkiezingsblog van The Post.

## CNN
In 2015 trad zij toe tot CNN als senior politiek verslaggeefster en analist. Ze bracht verslag uit van de campagne voor de Amerikaanse presidentsverkiezingen 2016 ten behoeve van het internet- en televisieplatforms van CNN, met de bijzondere focus op identiteitspolitiek.